# Joseph O’Regan
Joseph Charles O'Regan (Oldham, 1991. június 22. –) brit válogatott vízilabdázó, 2011 és 2012 között a Pécsi VSK bekkje.

## Nemzetközi eredményei
- Olimpiai 12. hely (London, 2012)